# Инжир
Инжи́р, или фи́га, или фи́говое де́рево, или смоко́вница обыкнове́нная, или смо́ква (лат. Fícus cárica), — субтропическое листопадное растение рода Фикус семейства Тутовые. Карийским фикус назван по месту, которое считается родиной инжира — горная область древней Карии, провинции Малой Азии. В Средней Азии, на Кавказе, в Сочи, в Карпатах, в Крыму и даже в Средней полосе России (при правильном подборе сортов и уходе) выращивают в открытом грунте как ценное плодовое растение, дающее плоды — винные ягоды.
Широко распространён в странах Средиземноморья, в Закавказье, на Южном берегу Крыма, в Карпатах, на Черноморском побережье Краснодарского края, в Средней Азии, на Иранском нагорье.
Инжир — одно из самых древних культурных растений, предположительно — самое древнее. В культуре инжир выращивался сначала в Аравии, откуда был заимствован Финикией, Сирией и Египтом. В XIII веке до н. э. играл важную роль в сельском хозяйстве царства Пилос. В Америку попал только в конце XVI века.

## В религии
В библейской книге Бытия фиговый лист использовался Адамом и Евой для прикрытия наготы.
Кроме Книги Бытия, смоковница многократно упоминается в Ветхом и Новом Завете. Одна из притч Иисуса Христа — Притча о неплодной смоковнице в винограднике, которая третий год не приносила плода и хозяин виноградника уже хотел её срубить. Библейская смоковница — сикомор, сикоморовое дерево — росла главным образом на равнинах морских берегов или в жаркой долине Иордана.
Дикое фиговое дерево, руминальская смоковница, имело религиозное и мифологическое значение в Древнем Риме; его почитали как мужской аналог культивируемой смоковницы, считавшейся женским символом. Для того, чтобы получить фиги, на ветви культурной смоковницы подвешивали ветви дикой смоковницы; эта операция была известна под именем «капрификация» (лат. caprificatio), о ней упоминают Плиний и Теофраст.
В Коране также имеется сура под названием «Смоковница» (Ат-Тин).

## Название
В русский язык название «фикус» пришло в XVIII веке и уже несколько изменённым — «фига», отсюда — «фиговое дерево». Были на Руси у этого растения и другие названия — смоковница, смоква, винная ягода, смирнская ягода.
Под названием «голубая фига» могут упоминаться названные по аналогии плоды совсем другого растения, даже не родственного. Это мраморное дерево, произрастающее в Австралии и не имеющее никакого отношения к настоящей фиге.

## Основные страны производители
| Турция            | 274,5     | 306,5     | 350 |
| Египет            | 171,1     | 189,3     | 188 |
| Алжир             | 110,1     | 109,2     | 112 |
| Марокко           | 102,7     | 128,4     | 110 |
| Иран              | 78,0      | 59,3      | 68  |
| Испания           | 23,3      | 47,8      | 44  |
| Сирия             | 41,2      | 35,3      | 40  |
| Узбекистан        | 2,4       | 21,0      | 30  |
| Афганистан        | 8,3       | 9,5       | 29  |
| Саудовская Аравия | 0         | 0         | 28  |
| США               | 35,1      | 28,9      | 28  |
| Тунис             | 25,0      | 25,7      | 24  |
| Итого             | 1,031,391 | 1,135,316 |     |

## Ботаническое описание

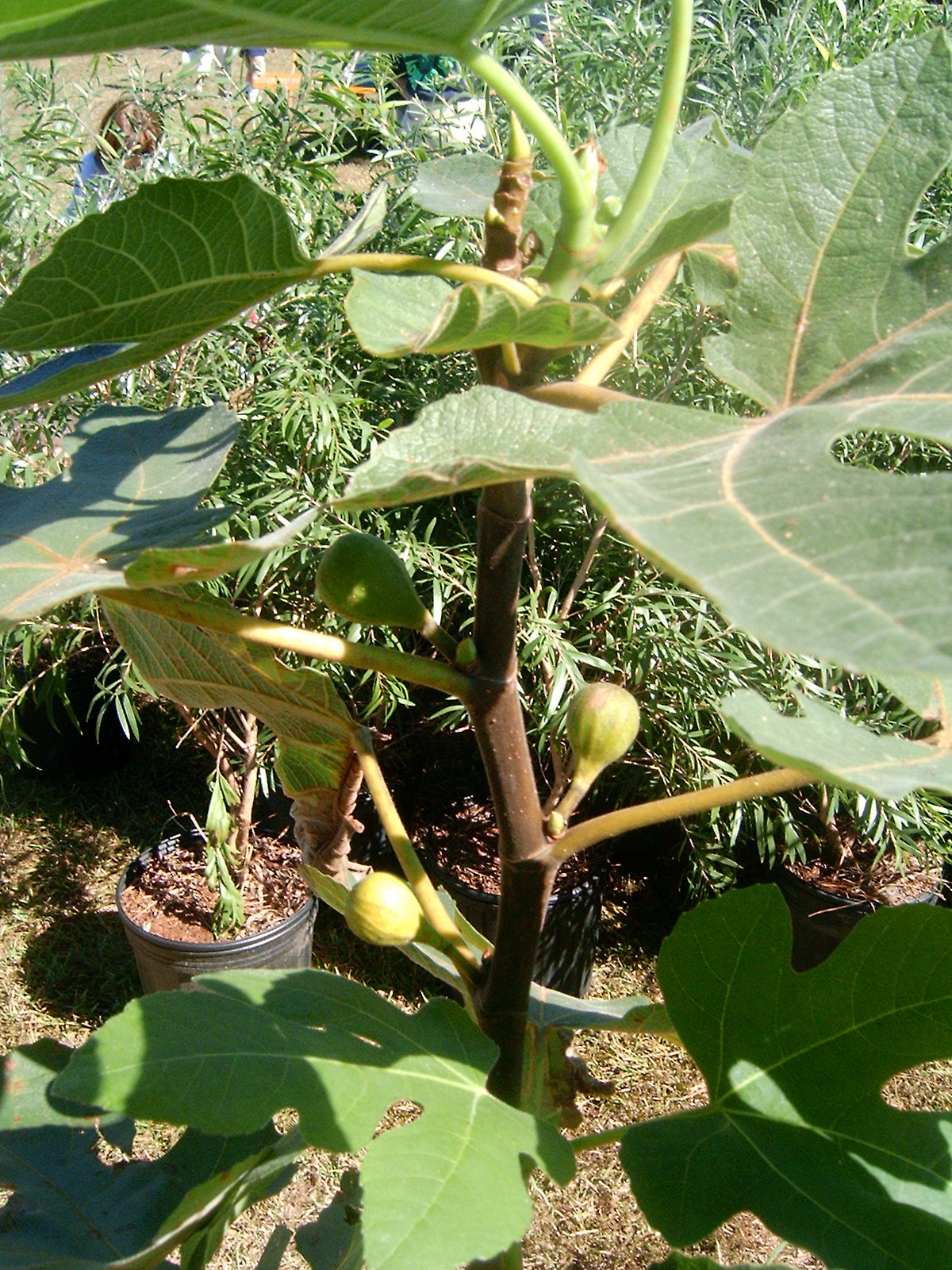
Завязи инжира

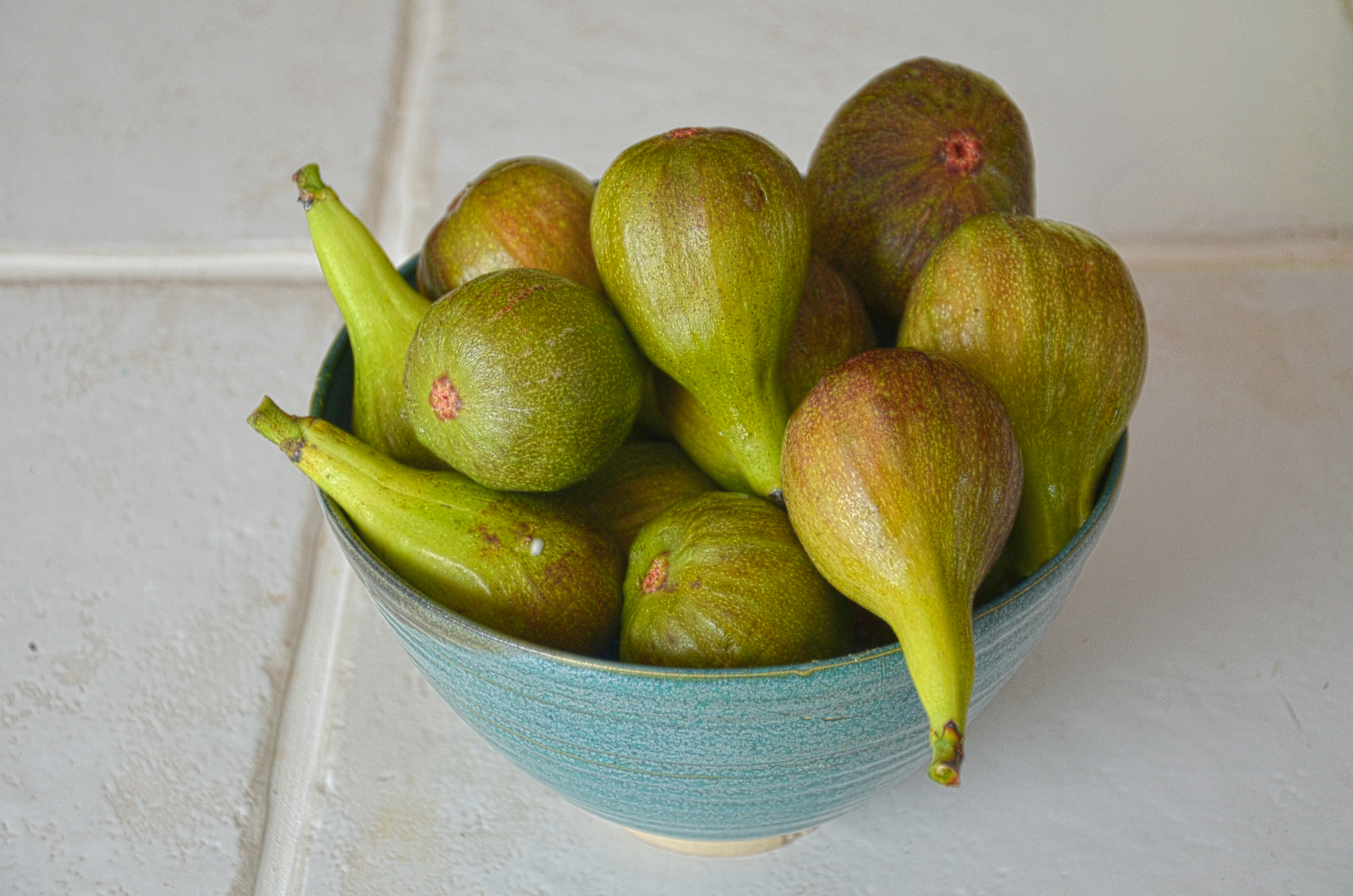
Инжир

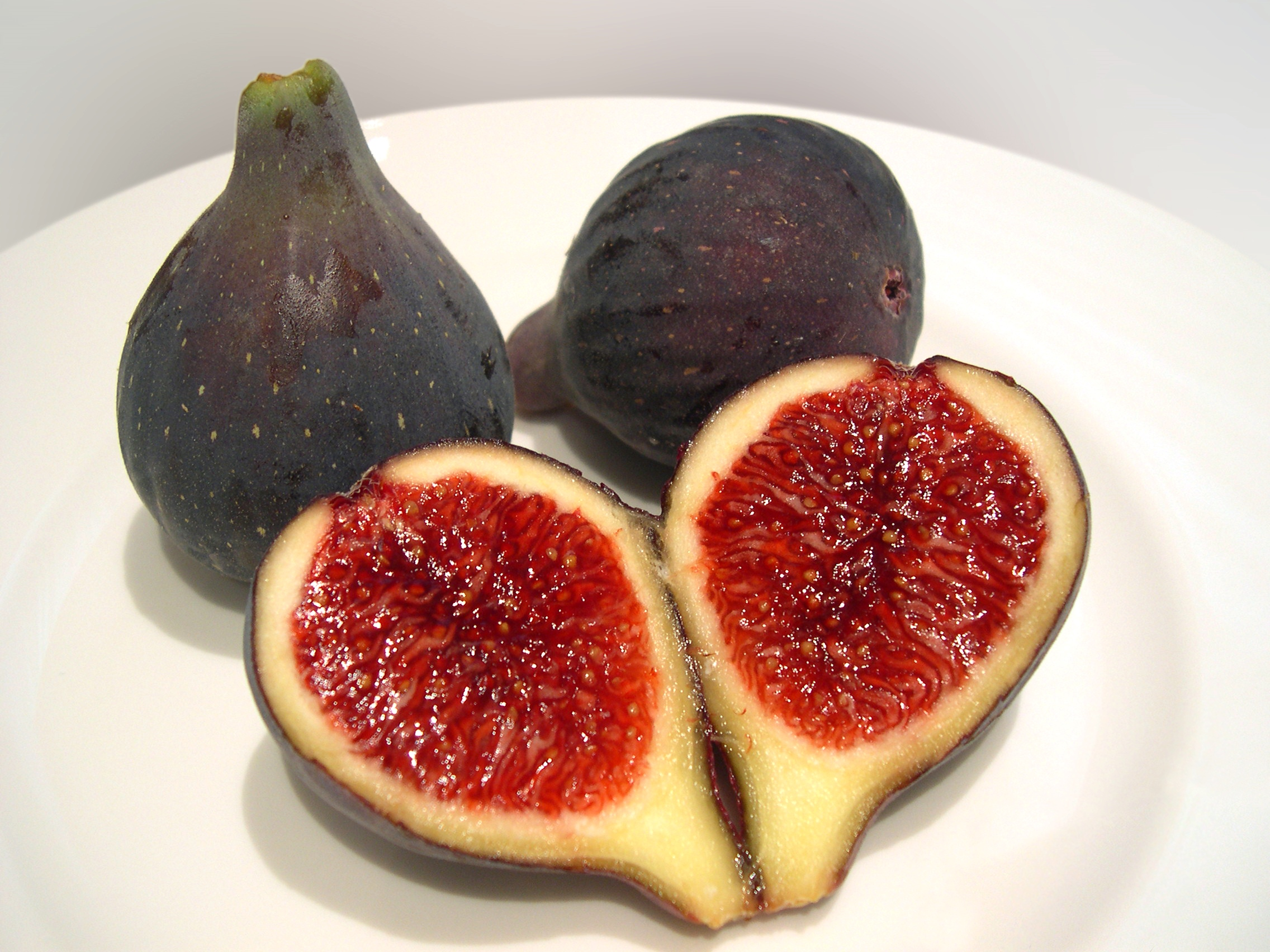
Плоды инжира

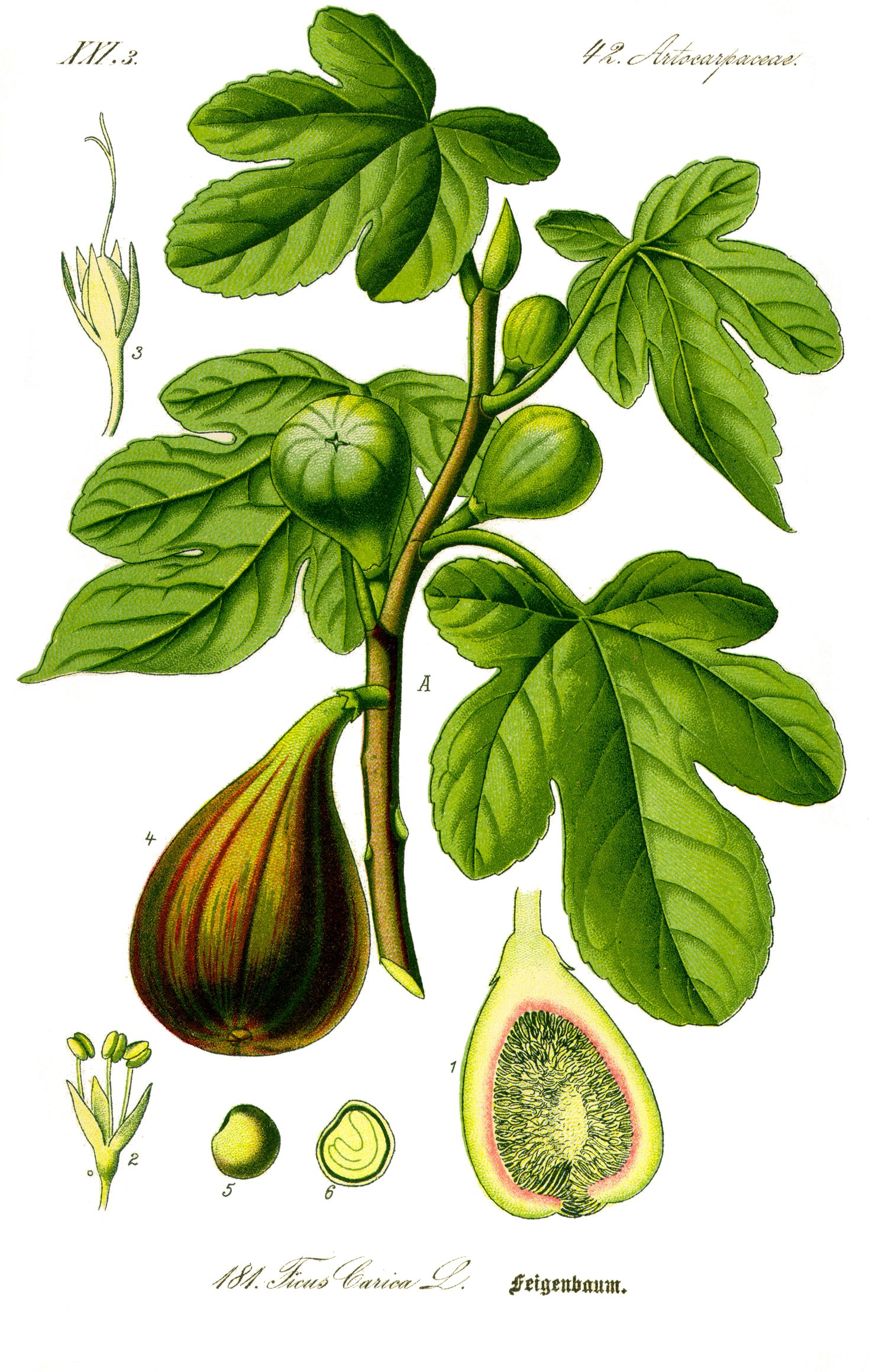

Дерево со светло-серой, гладкой корой.
Листья крупные, очерёдные, 3-5-7-пальчато-лопастные или раздельные, жёсткие, с опадающими прилистниками. В пазухах листьев развиваются укороченные генеративные побеги, несущие соцветия двух типов — каприфиги и фиги (сиконий). Они развиваются на разных деревьях, характеризуются тем, что ось разрастается в шаровидно-овальное образование с отверстием на верхушке и полостью внутри, где располагаются мелкие невзрачные раздельнополые цветки. Каприфиги — более мелкие соцветия, содержащие мужские цветки: Формула цветка: {\displaystyle \mathrm {\ast \;P^{Ca}\;_{(5)}\;A_{3({\underline {3}})}} } и галловые женские цветки с короткими столбиками: {\displaystyle \mathrm {\ast \;P^{Ca}\;_{(5)}\;G_{({\underline {2}})}} }; «фиги» — крупные соцветия, в которых мужские цветки редуцированы, а женские имеют длинные столбики, и после оплодотворения образуют односеменные плоды — орешки}}. У диких растений смоковницы оба типа соцветий располагаются на одном и том же дереве, тогда как у большинства культурных - на разных, называемых соответственно тоже фигами и каприфигами. Каприфиги обычно имеют три генерации соцветий: весеннюю, летнюю и осеннюю, причём соцветия последней генерации как правило не содержат мужских цветков, только галловые женские.
Столь сложная система цветения связана с механизмом опыления инжира. За исключением искусственно выведенных партенокарпических сортов, оно происходит при помощи мелких симбиотических ос-бластофаг, которые переносят пыльцу с каприфиг на фиги. Сами осы-бластофаги не могут размножаться без инжира: их потомство выводится внутри каприфиг- личинки развиваются в завязях галловых цветков. После превращения в имаго самцы осы-бластофага живут очень недолго и, оплодотворив самку из той же кладки, погибают внутри своей каприфиги. Самка же вылезает наружу через отверстие в вершине сикония-каприфиги, при этом принимая на своё тело пыльцу с мужских цветков. В поисках каприфиг часть самок попадает внутрь сикониев-фиг. Попытка отложить яйца в длинностолбиковые женские цветки вместо галловых короткостолбиковых не приводит к заражению из-за недостаточной длины яйцеклада, зато пыльца, принесённая осой, попадает на рыльце пестиков, благодаря чему происходит опыление цветков. Оса же продолжает поиски «инкубатора» для потомства — наличие каприфиг гарантирует сохранение популяции ос-опылителей в следующих сезонах. Судя по палеонтологическим данным, такая система опыления сформировалась по меньшей мере уже 34 миллиона лет назад.
Фиги превращаются в сочные, сладкие, грушевидные соплодия с семенами внутри. Они покрыты тонкой кожицей с мелкими волосками. На верхушке имеется отверстие — глазок, прикрытый чешуйками. Соплодия инжира имеют окраску от жёлтой до чёрно-синей, в зависимости от сорта. Чаще встречаются жёлто-зелёные плоды.

## Химический состав
Свежие плоды инжира содержат до 24 % (по другим данным, до 75 %) сахаров (глюкоза, фруктоза). В плодах содержатся органические кислоты, дубильные вещества, белки́, жиры, в листьях — кумарины (главные из них — псорален и бергаптен).
Свежие плоды инжира содержат до 1,3 % белков, 11,2 % сахаров, кислот только 0,5 %. В сушёных фигах доля белка увеличивается до 3—6 %, сахара — до 40—50 % (по данным Большой советской энциклопедии — до 50—77 %), что придаёт им глубокий сладкий вкус и вызывает ощущение сытости (калорийность сушёных плодов — 214 ккал на 100 г). Есть в них и витамины (β-каротин, B1, B3, PP, C), и минеральные вещества (натрий — 18 мг на 100 г, калий — 268, кальций — до 34, магний — до 20, фосфор — до 32). В сушёном инжире калия почти так же много, как и в финиках, по содержанию калия их превосходят только орехи. Незрелые плоды содержат едкий млечный сок, поэтому несъедобны.

## Хозяйственное значение и применение

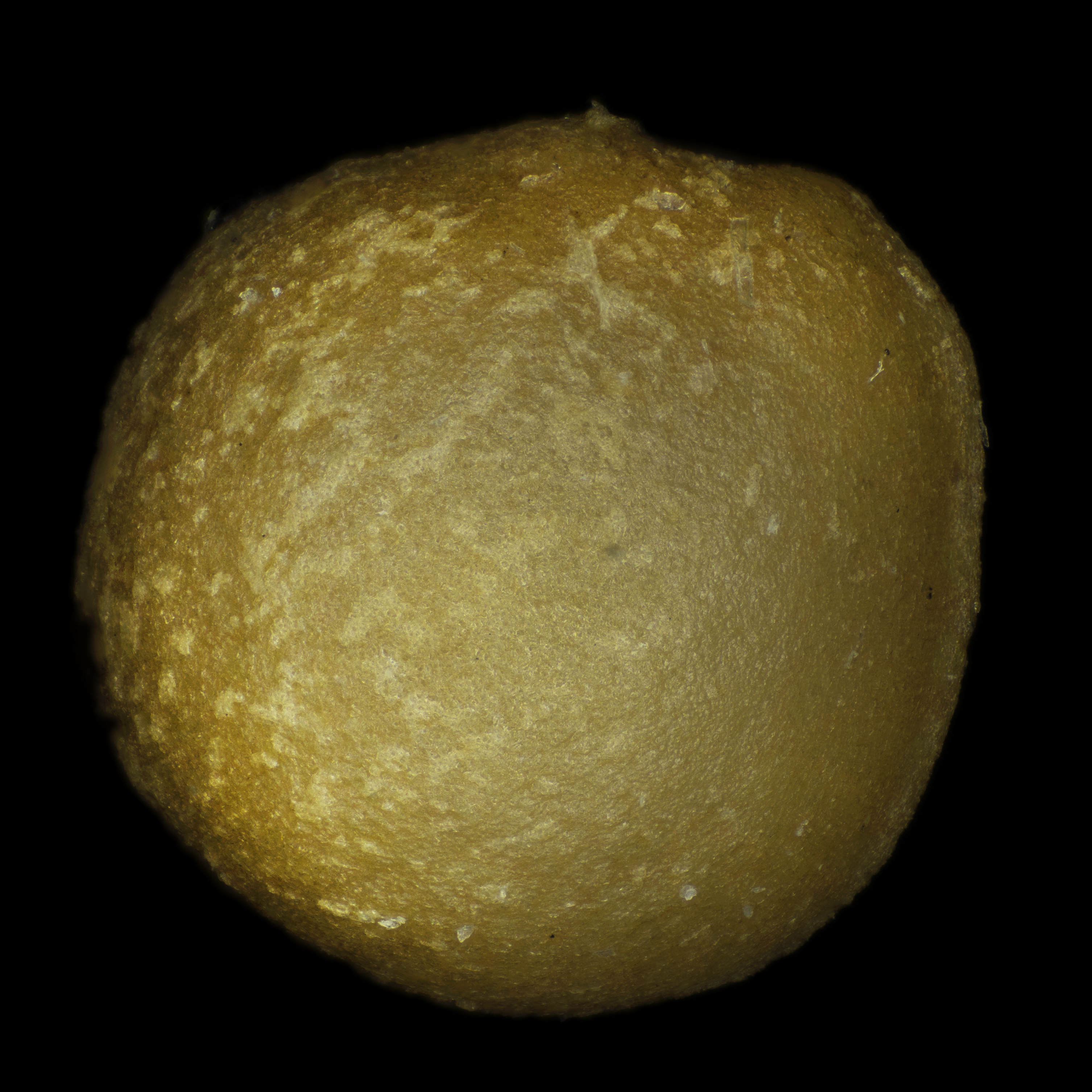
Семя инжира

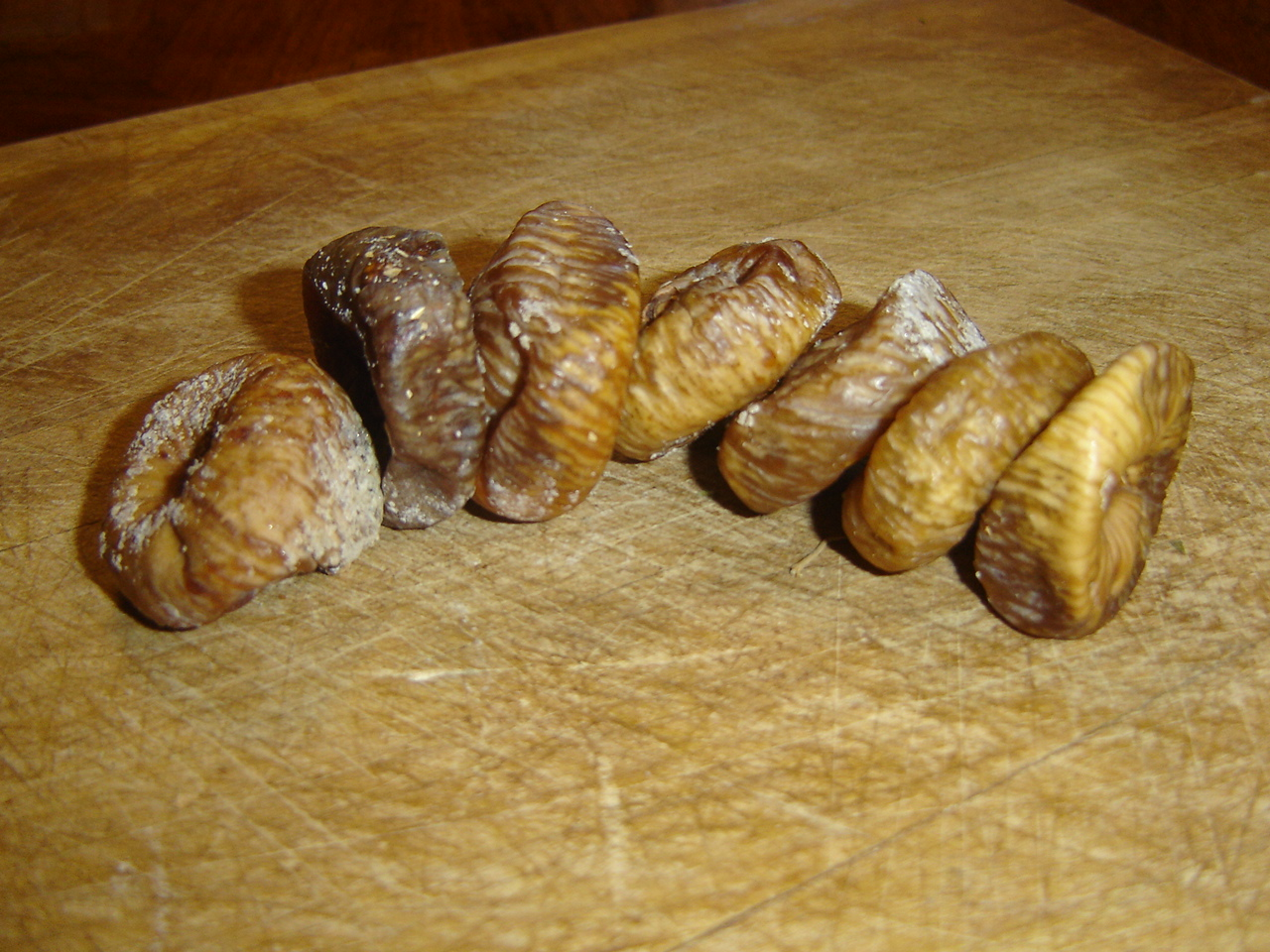
Сушёные плоды инжира

Инжир употребляют в свежем, сушёном и консервированном виде. Из свежих плодов варят варенье и джем. В плодах множество очень мелких семян, на вкус плоды приторно- или умеренно-сладкие. Если в каждом плоде больше 900 семян — это очень хороший, нежный инжир. Если меньше 500 — весьма посредственный. Существует и бессемянный сорт, который не нуждается в опылении с помощью ос-малюток, но его соплодия не столь вкусны и сочны.
Для сушки больше подходит светлый, с золотистой кожицей и белой мякотью, около 5 см в диаметре. Сушат соплодия 3–4 дня под солнцем.
В андалусском Коине традиционно выпекался инжирный хлеб.
Урожай инжира в культуре обильный — до 20 тонн на гектар. Инжир неприхотлив: может расти на бедных землях, каменистых осыпях, скалах, каменных стенах. Однако, мощные деревья встречаются в долинах рек, в условиях хорошей водообеспеченности. Инжир начинает плодоносить на второй–третий год, живёт до 30–60 лет, а в некоторых случаях до 300 лет.
В некоторых местах для искусственного опыления цветков фигового дерева проводится капрификация.

## Лекарственное использование
В качестве лекарственного сырья используют лист инжира (лат. Folium Ficusi caricae), который собирают после снятия плодов в сентябре — октябре и высушивают. Из сырья получают препарат «Псоберан», который используется для лечения гнёздной плешивости и витилиго.
С давних пор фиги используют в медицине. Их применяли как средство от кашля, от заболеваний горла, для чего соплодия заваривали кипятком или горячим молоком. Мякоть же плодов обладает хорошим потогонным и жаропонижающим действием. Желе́за в инжире больше, чем в яблоках, поэтому его рекомендовали больным, страдающим железодефицитной анемией. Так как в листьях содержится кумарин (вещество, повышающее чувствительность организма к солнечной радиации), они тоже нашли применение. Инжир обладает большой питательностью, утоляет жажду. Инжир полезен при учащённом сердцебиении, бронхиальной астме, кашле, болях в груди, огрублении плевры; употребление его в пищу с миндалём помогает при сильном похудении. Сушёный инжир обладает слабительным действием. Сироп из инжира является тоником для детей: он повышает их аппетит и улучшает пищеварение. Инжирный сироп помогает при мышечном ревматизме, заболеваниях кожи, камнях в почках и мочевом пузыре, увеличении объёма печени и болях при простудных заболеваниях женских половых органов.
Плоды инжира входят в состав лекарственного средства «Кафиол».
Инжир является природным антиоксидантом, поскольку богат содержанием полифенолов, флавоноидов и антоцианов.

## Комнатное растение
В средних и северных районах России инжир выращивают в комнатах. У него крупные лопастные красивые листья, на зиму опадающие. В комнатной культуре способен давать плоды, которые чаще созревают в конце лета или осенью, иногда весной. Инжир размножают зимними (без листьев) и летними (зелёными) черенками. Зимние черенки срезают с одно-двухлетних побегов и сажают рано весной, до распускания почек, в лёгкую супесчаную землю. Зелёные черенки сажают в конце весны — в начале лета в песок и содержат до укоренения во влажной среде под стаканом или другим стеклянным укрытием. И те и другие черенки в тёплом месте легко укореняются. Укоренившиеся черенки высаживают в горшки.
Летом содержат на светлых подоконниках при обильной поливке, зимой — в прохладном месте при весьма умеренной поливке, лишь бы совсем не пересохла земля. До трёхлетнего возраста ежегодно весной, до начала роста, пересаживают в дерново-перегнойную землю. Взрослые растения пересаживают через два–три года в широкую посуду, в более тяжёлую землю.

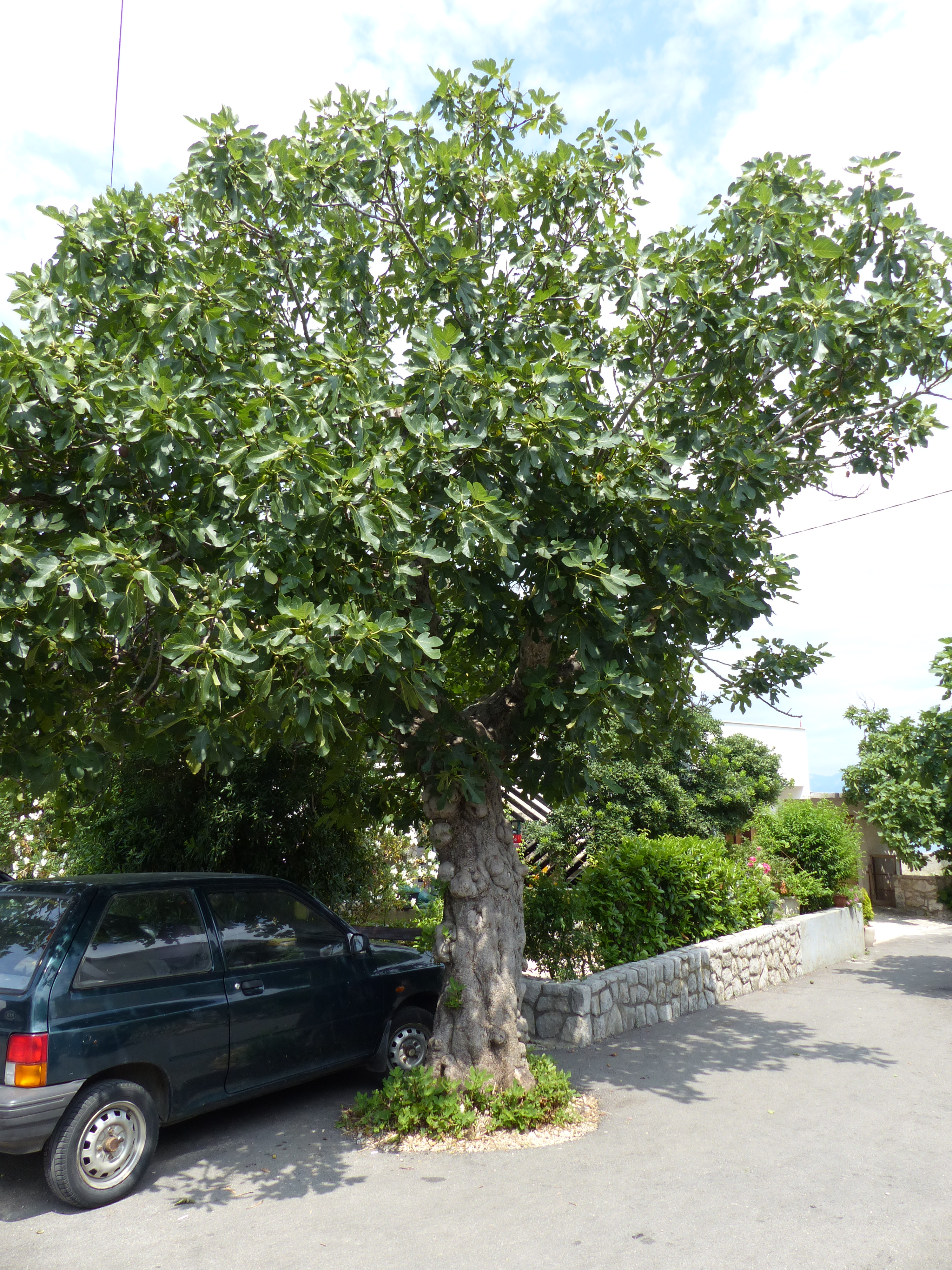
Фиговое дерево (Хорватия)
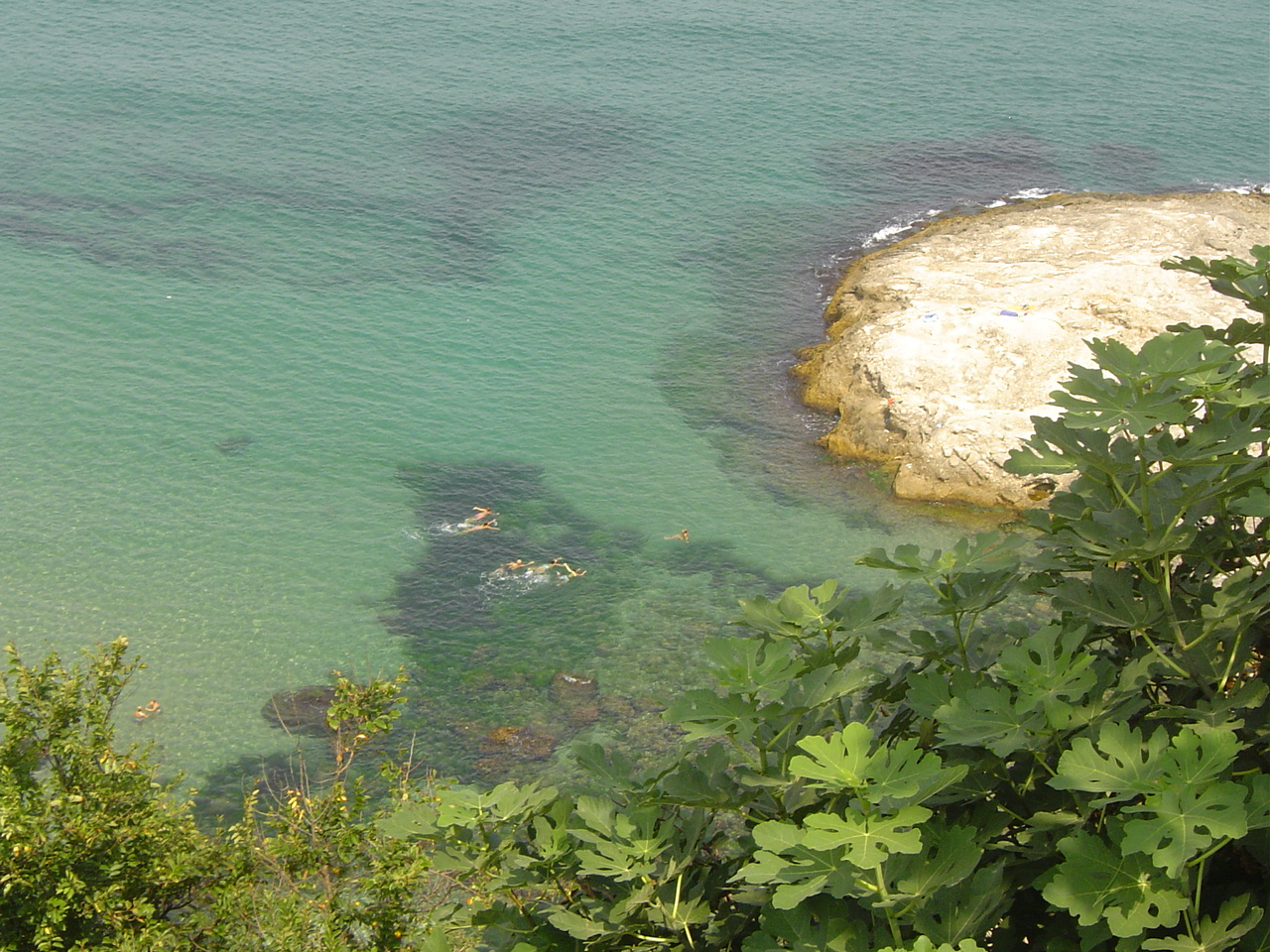
Смоква на берегу Чёрного моря

## Комментарии
1. ↑  Чис. 13:24, Чис. 20:5, Втор. 8:8, Суд. 9:10—11, 3 Цар. 4:25, 4 Цар. 18:31, 4 Цар. 20:7, Неем. 13:15, Пс. 104:33, Прит. 27:18, Песн. 2:13, Ис. 34:4, Ис. 36:16, Ис. 38:21, Иер. 5:17, Иер. 8:13, Иер. 24:1—3, 5, 8, Иер. 29:17, Ос. 2:12, Ос. 9:10, Иоил. 1:7, Иоил. 1:12, Иоил. 2:22, Амос. 4:9, Мих. 4:4, Наум. 3:12, Авв. 3:17, Агг. 2:19, Зах. 3:10
2. ↑  Мф. 21:19, Мк. 11:13, Лк. 21:29, Ин. 1:48
3. ↑  Лк. 13:6-9